# Theganopteryx villiersi
Theganopteryx villiersi är en kackerlacksart som beskrevs av Kumar och Karlis Princis 1978. Theganopteryx villiersi ingår i släktet Theganopteryx och familjen småkackerlackor. Inga underarter finns listade i Catalogue of Life.